# 関健一郎
関 健一郎（せき けんいちろう、1978年8月8日 ‐ ）は、日本の政治家。元衆議院議員（1期）。

## 来歴
神奈川県鎌倉市生まれ。鎌倉市立大船小学校、鎌倉市立岩瀬中学校、神奈川県立大船高等学校、慶應義塾大学法学部政治学科卒業。
大学卒業後、NHKに記者職で入局し、名古屋放送局に赴任した。その後、豊橋支局、東京経済部、高松放送局に勤務した。NHKの記者は11年務めた。
2014年11月19日、豊橋市役所で記者会見を開き、第47回衆議院議員総選挙に民主党公認で愛知15区から立候補する意向を表明し、12月1日付でNHKを退職した。愛知15区から民主党公認で出馬するも、自由民主党前職の根本幸典に敗れ、落選した。
2016年3月27日、民主党・維新の党が合流して結党した民進党に参加。それに伴い、関は同党愛知15区総支部長に就任した。
2017年9月28日、民進党の前原誠司代表は両院議員総会で、希望の党への事実上の合流方針を提案し、了承された。9月29日、関は田原市で選挙事務所を開設。中日新聞の取材に応じ、希望の党の公認を目指すと述べた。10月3日、希望の党は衆院選の第1次公認192人を発表。関もその中に選ばれた。10月22日の衆院選の愛知15区は自民党前職の根本幸典が当選。希望の党は比例東海ブロックで5議席を獲得。関は4番目の惜敗率（80.805％）により比例復活で初当選した。
2018年5月7日、民進党・希望の党が合流して結党した国民民主党に参加した。
2020年9月15日、旧立憲民主党と旧国民民主党は、2つの無所属グループを加えた形で新「立憲民主党」を結成。関も新党に参加。
2021年10月19日、第49回衆議院議員総選挙公示。愛知15区は立憲民主党公認の関、根本、れいわ新選組公認の菅谷竜の3人が立候補。10月27日、中日新聞社は、電話世論調査の結果に取材を加味した愛知県内15選挙区の情勢を発表。15区については「序盤に自民、公明の支持層を固めていた根本が、無党派層の四割弱を取り込み、幅広い年代から支持を受け優位を保つ」と報じた。10月31日、投開票。小選挙区は根本が4期目の当選を果たした。立憲民主党は比例東海ブロックで5議席を獲得。関は10番目の惜敗率（77.517％）により比例復活もかなわず落選した。
同年12月1日、東愛知新聞の客員編集委員に就任したと自身のホームぺージで発表した。
同年12月8日、愛知県警が関の元公設秘書を公選法違反の疑いで書類送検（後述）。同月9日、関は中日新聞の取材に応じ、年明けに立憲民主党を離党する意向を明らかにした。「私の主義主張と、政党の政策、与党への向き合い方の違いが最大の理由」と説明し、元公設秘書の件は「（離党と）全く関係ない」と話した。2022年1月1日付けで同党を離党した。
2023年7月12日、日本維新の会が次期衆院選愛知15区に関を擁立すると発表した。同月31日の出馬表明では、自身が有権者に接する中で「政治へのあきれが蔓延している」と指摘し、「今の日本の政治は維新以外では改革できない」と出馬の理由を述べた。
2024年10月27日の第50回衆議院議員総選挙では、立憲民主党の新人小山千帆を上回る得票率24.49%で落選したものの、惜敗率63.29％は1議席の確保に留まった維新の比例東海ブロックの候補者の中では2番目であったため、次点で落選。

## 政策・主張

### 憲法
- 憲法改正についての各メディアのアンケートの結果は以下のとおり。
  - 2017年 - 朝日新聞社には「どちらかといえば賛成」と回答[26]。
  - 2021年 - 朝日新聞社には「賛成」と回答[27]。
  - 2024年 - NHKには「賛成」と回答[28]。

- 9条改憲について、2017年の中日新聞社のアンケートで「賛成」と回答[29]。9条への自衛隊の明記について、2021年のNHKのアンケートで「反対」と回答[30]。2024年のNHKのアンケートで「賛成」と回答[28]。
- 改正すべき項目として「環境権に関する条項を新設する」「教育の充実に向けた環境整備を行う旨を明記する」「地方公共団体の権限強化を明記する」「首相の解散権に制約を加える」と2021年の朝日新聞社のアンケートで主張[31]。
- 安全保障関連法の成立について、2017年のアンケートで「評価しない」と回答[26]。
- 憲法を改正し緊急事態条項を設けることについて、2021年の毎日新聞社、2024年のNHKのアンケートでのアンケートで「賛成」と回答[32][28]。

### ジェンダー
- 選択的夫婦別姓制度の導入についての各メディアのアンケートの結果は以下のとおり。
  - 2017年 - 朝日新聞社には「どちらかといえば反対」と回答[26]。
  - 2021年 - 朝日新聞社には「賛成」と回答[27]。
  - 2024年 - NHKには「賛成」と回答[28]。

- 同性婚を可能とする法改正についての各メディアのアンケートの結果は以下のとおり。
  - 2017年 - 朝日新聞社には「どちらかと言えば賛成」と回答[26]。
  - 2021年 - NHKには「どちらかといえば賛成」と回答[30]。「同性婚を制度として認めるべきだと考るか」との毎日新聞社のアンケートに対し、「認めるべきだ」と回答[32]。
  - 2024年 - NHKには「賛成」と回答[28]。

- 「LGBTなど性的少数者をめぐる理解増進法案を早期に成立させるべきか」との問題提起に対し、2021年の朝日新聞社のアンケートで「賛成」と回答[27]。
- クオータ制の導入について、2021年のNHKのアンケートで「賛成」と回答[30]。2024年のNHKのアンケートで「反対」と回答[28]。

### その他
- 原子力発電所の再稼働問題について、2017年の中日新聞社のアンケートで「2030年代に原発ゼロにするべき」と回答[29]。
- 「原子力発電への依存度について今後どうするべきか」との問題提起に対し、2021年のアンケートで「ゼロにすべき」と回答[30]。
- アベノミクスについて、2017年のアンケートで「どちらかといえば評価しない」と回答[26]。
- 安倍内閣による森友学園問題・加計学園問題への対応について、2017年のアンケートで「評価しない」と回答[26]。
- 森友学園への国有地売却をめぐる公文書改竄問題で、2021年5月6日、国は「赤木ファイル」の存在を初めて認めた[33]。しかし5月13日、菅義偉首相はファイルの存在を踏まえた再調査を行わない考えを報道各社に書面で示した[34]。9月の自民党総裁選挙で総裁に選出された岸田文雄も10月11日、衆議院本会議の代表質問で再調査の実施を否定した[35]。国の対応をどう考えるかとの問いに対し、2021年の毎日新聞社のアンケートで「さらに調査や説明をすべきだ」と回答[32]。
- 高収入の一部専門職を労働時間規制から除外する高度プロフェッショナル制度の導入に反対[36]。
- カジノの解禁に反対[36]。
- 日本の核武装について「将来にわたって検討すべきでない」としているが、非核三原則の「持ち込ませず」の部分については「議論すべきだ」としている[36]。
- 女性宮家の創設に賛成[36]。
- 受動喫煙防止を目的に飲食店などの建物内を原則禁煙とする健康増進法改正に賛成。ただし、シガーバーなどたばこや葉巻を吸うための店については喫煙を認めるべきとしている [37]。

## 人物
- 家族は、妻、長女、長男、次男、三男[2]。
- 秋田犬を飼っている[2]。
- 日本と海外との政策の違いを学ぶため、投資会社顧問をしている[2]。
- 民進党・希望の党の合流に際し、青山大人、浅野哲、森田俊和、緑川貴士、関の5人が、党名について「新党ゼロ」を提唱した[38]。関は「新党ゼロ」の理由について「民主党政権に対する有権者の「裏切られた感」はまだ残っており、新党がその名残だと思われることが一番ダメ」であり、「新党名として関心をもたれやすい」と説明した[38]。
- 2020年1月1日に放送されたテレビ朝日『朝まで生テレビ!・元旦SP』に出演。前年に開催された「あいちトリエンナーレ2019」について意見を求められた際、「あいちトリエンナーレの前夜祭に行ったが、一言で言うと、何が芸術なんだ、わたくしでやってくれっていうのが正直な感想」と述べた[39]。

## 不祥事
- 2021年の衆院選公示直前の10月中旬、関の元公設秘書が「投票用紙に『せき健一郎』とお書きくださいますようお願いします」という文言の入った文書を不特定多数に郵送。郵送した文書は3万通以上にのぼるとされる。同年12月8日、愛知県警は元公設秘書を公選法違反の疑いで書類送検した[40][41][20]。2022年3月10日に名古屋区検が元公設秘書を略式起訴し、名古屋簡裁は同日、罰金30万円の略式命令を出した[42]。

## 選挙歴
| 当落 | 選挙                   | 執行日         | 年齢 | 選挙区       | 政党         | 得票数    | 得票率 | 定数 | 得票順位 /候補者数 | 政党内比例順位 /政党当選者数 |
| ---- | ---------------------- | -------------- | ---- | ------------ | ------------ | --------- | ------ | ---- | ------------------ | ---------------------------- |
| 落   | 第47回衆議院議員総選挙 | 2014年12月14日 | 36   | 愛知県第15区 | 民主党       | 6万4480票 | 34.90% | 1    | 2/3                | 10/5                         |
| 比当 | 第48回衆議院議員総選挙 | 2017年10月22日 | 39   | 愛知県第15区 | 希望の党     | 7万7224票 | 40.35% | 1    | 2/3                | 4/5                          |
| 落   | 第49回衆議院議員総選挙 | 2021年10月31日 | 43   | 愛知県第15区 | 立憲民主党   | 8万776票  | 40.63% | 1    | 2/3                | 10/5                         |
| 落   | 第50回衆議院議員総選挙 | 2024年10月27日 | 46   | 愛知県第15区 | 日本維新の会 | 4万4945票 | 24.49% | 1    | 2/5                | 2/1                          |